# 利卡西

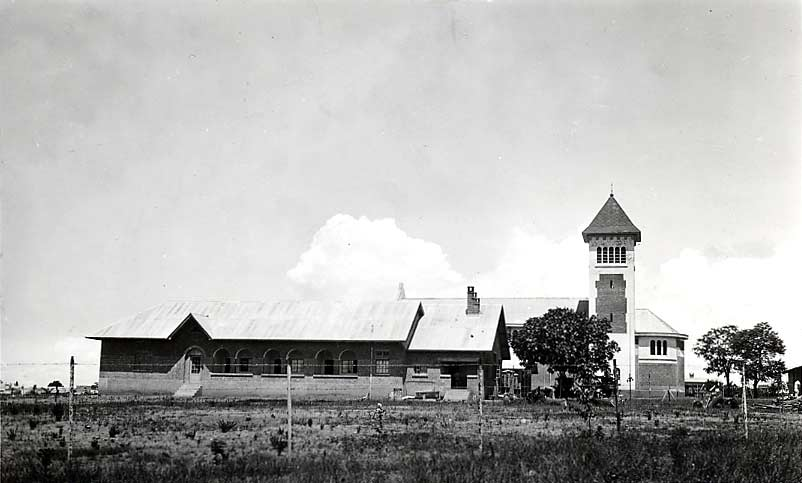
利卡西（約1930年）

利卡西（舊名：雅多維爾/Jadotville）是剛果民主共和國東南部的城市，位於上加丹加省，2005年人口367,000。
利卡西是工業中心，以開採銅礦和鈷礦的採礦業為主，國家鐵路系統在利卡西設站，使其成為鄰近地區的交通樞紐。

## 相關影視
- 雅多維爾圍城戰(The Siege of Jadotville/2016 film)

## 外部連結
- Web site about Likasi

10°59′S 26°44′E / 10.983°S 26.733°E